# Sầm Khê
Sầm Khê (chữ Hán giản thể: 岑溪市, bính âm: Cénxī Shi, âm Hán Việt: Sầm Khê thị) là một thành phố cấp huyện thuộc thuộc địa cấp thị Ngô Châu, khu tự trị dân tộc Choang Quảng Tây, Cộng hòa Nhân dân Trung Hoa. Thành phố Sầm Khê nằm ở đông nam của Quảng Tây, bên bờ Nghĩa Xương Giang, nơi giao lộ của quốc lộ 207 và 324. Thành phố này giáp Quảng Đông, Thương Ngô và Đằng, Ngọc Lâm. Đặc sản có gà Tam Hoàng. Thành phố này cũng là nơi sản xuất đá hoa cương.